# David Landes
David Saul Landes (Nueva York, Nueva York, Estados Unidos, 29 de abril de 1924 - Haverford, Pensilvania, Estados Unidos, 17 de agosto de 2013) fue un historiador económico estadounidense. 

## Trayectoria
Fue profesor de Historia y Ciencias económicas en las universidades de Harvard, Columbia y California en Berkeley. Hasta su fallecimiento, fue emérito en la de Harvard.
Sus trabajos fueron alabados por Eric Hobsbawm, entre muchos otros.
Durante su carrera, escribió diversas monografías, hoy en día clásicas (La riqueza y la pobreza de las naciones, Revolución en el tiempo), que se han traducido a varios idiomas. 
Para Revolución en el tiempo se basó en intuiciones de Lewis Mumford, de 1934, para quien el reloj no es un medio para seguir la marcha de las horas sino para sincronizar las acciones humanas, de ahí que el reloj a su juicio sea la máquina vital de la industria moderna (mucho más que la famosa máquina de vapor). Lo escribió tras un curso en la Universidad de Zúrich y se tradujo de inmediato en París; pero el autor lo amplió luego con muchas informaciones.
Falleció el 17 de agosto de 2013 en la localidad estadounidense de Haverford a los 89 años de edad.

## Obras
- Bankers and Pachas, 1958
- The Unbound Prometheus, 1969.
- Revolution In Time, 1985.
- The Wealth And Poverty Of Nations. (Why Some Are So Rich And Some So Poor), 1998.
- The invention of enterprise: entrepreneurship from ancient Mesopotamia to modern times, ed. David S. Landes, Joel Mokyr, y William J. Baumol, Princeton (New Jersey), Princeton University Press, 2010.
- Favorites of Fortune: Technology, Growth, and Economic Development since the Industrial Revolution, Cambridge (MA), Harvard University, 1995, ed. por Patrice Higonnet, David S. Landes, Henry Rosovsky.

### Traducciones al español
- Progreso tecnológico y revolución industrial. Tecnos. 1979. ISBN 9788430907915.
- Revolución en el tiempo: el reloj y la formación del mundo moderno. Crítica. 2010. ISBN 9788498921212.
- La riqueza y la pobreza de las naciones. Por qué algunas son tan ricas y otras tan pobres. Crítica. 2008. ISBN 9788484325994.
- Dinastías: fortunas y desdichas de las grandes familias de negocios. Critica. 2006. ISBN 9788484327363.